# Токугава Иэёси
Токугава Иэёси (22 июня 1793 — 27 июля 1853) — 12-й сёгун Японии из династии Токугава (1837—1853).

## Биография
Второй сын и преемник 11-го сёгуна Токугава Иэнари, правившего в 1787-1837 годах.
В апреле 1837 года Токугава Иэёси был провозглашен новым сёгуном Японии, но фактически он начал править лишь после смерти своего отца в 1841 году.
Новый сёгун не обладал никаким опытом управления. Его отцу, который сам не занимался государственными делами, и в голову не приходило подготовить своего сына к исполнению сёгунских обязанностей. Когда Иэёси что-нибудь докладывали и спрашивали его мнения, он всегда отвечал одной и той же фразой: «Что ж, да будет так».

## Реформы годов Тэмпо
В правление Токугава Иэёси были проведены реформы, для проведения которых был выдвинут Мидзуно Тадакуни (1794—1851), которому сёгун доверял. Мидзуно стал главой старших государственных советников (родзю).
Реформы годов Тэмпо (1841—1843) повторяли реформы годов Кёхо и Кансэй. Эта была новая попытка укрепить положение самураев как воинского сословия, включавшая в себя меры по запрету роскоши, пышных праздников, курения табака, введения цензуры на книги, которые могли способствовать ухудшению нравов и т. д.
Мидзуно боролся с окрепшим экономическим могуществом японского купечества. В декабре 1841 года был издан указ о роспуске монопольных торговых объединений кабунакама. Это фактически означало свободу торговли, но снижения цен не произошло; наоборот, на рынках начался хаос. В 1842 году последовали указы о запрещении всяких торговых объединений оптовой торговли и о ликвидации процентов на долги хатамото и гокэнин. Эти реформы и указы вызвали такое сопротивление и саботаж со стороны торговцев, что бакуфу сначала приостановило реформы, а потом и отменило эти указы, а Мидзуно в сентябре 1843 года был вынужден подать в отставку. Указ о роспуске кабунакама был окончательно отменен в 1851 году. Попытка правительства справиться путём реформ с финансовыми трудностями продемонстрировала его бессилие и прочность экономических позиций торгово-предпринимательского сословия.
Успешно прошли реформы в некоторых экономически развитых княжествах, особенно в тех, где их проводили выдвинувшиеся из среды самураев низших рангов способные люди. Целью этих реформ было укрепление финансовой базы княжеств.
27 июля 1853 года 60-летний сёгун Токугава Иэёси скончался. Его похоронили при буддийском храме Дзодзёдзи в Токио. Ему наследовал сын Токугава Иэсада.